# El Vano
El Vano är en ort i Mexiko.   Den ligger i kommunen Ayutla de los Libres och delstaten Guerrero, i den södra delen av landet, 290 km söder om huvudstaden Mexico City. El Vano ligger 381 meter över havet och antalet invånare är 460.
Terrängen runt El Vano är kuperad åt nordost, men åt sydväst är den platt. Runt El Vano är det glesbefolkat, med 19 invånare per kvadratkilometer. Närmaste större samhälle är Ayutla de los Libres, 14,1 km norr om El Vano. Omgivningarna runt El Vano är en mosaik av jordbruksmark och naturlig växtlighet.